# Marcilhac-sur-Célé
Die südfranzösische Gemeinde Marcilhac-sur-Célé befindet sich im Département Lot in der Region Okzitanien. Der kleine, 183 Einwohner (Stand 1. Januar 2022) zählende Ort liegt im Tal des Célé und ist Teil des Regionalen Naturparks Causses du Quercy.

## Lage
Marcilhac-sur-Célé liegt in einer Höhe von etwa 160 Metern ü. d. M. am südwestlichen Rand des Zentralmassives am Ufer des Célé, eines rechten Nebenflusses des Lot. Das Dorf und seine Umgebung werden durch die weißen und ockerfarbigen Klippen des Célé-Tales überragt. Die nächste Stadt ist das etwa 30 Kilometer (Fahrtstrecke) östlich gelegene Figeac.

## Bevölkerungsentwicklung
| Jahr      | 1962 | 1968 | 1975 | 1982 | 1990 | 1999 | 2006 | 2018 |
| Einwohner | 271  | 270  | 260  | 240  | 196  | 194  | 199  | 203  |

Im 19. Jahrhundert hatte der Ort stets zwischen 800 und 950 Einwohner. Infolge der Reblauskrise im Weinbau und der Mechanisierung der Landwirtschaft ging die Einwohnerzahl im 20. Jahrhundert kontinuierlich zurück.

## Wirtschaft
Im Haut-Quercy wurde die Landwirtschaft in erster Linie zur Selbstversorgung betrieben, zu der bis ins 19. Jahrhundert hinein auch der Weinbau gehörte, der aber nach der Reblauskrise nahezu gänzlich aufgegeben wurde. Heute spielt – neben Landwirtschaft, Kleinhandel und Handwerk – der Tourismus in Form der Vermietung von Ferienwohnungen (gîtes) eine große Rolle im Wirtschaftsleben der Gemeinde.

## Geschichte
In prähistorischer Zeit wurde das Gebiet um Marcilhac-sur-Célé bereits von Menschen bevölkert. Sie nutzten die Höhlen in den Klippen über dem Célé als Unterschlupf. Auch aus gallo-römischer Zeit finden sich Spuren im Gemeindegebiet, dazu gehören die Reste eines Landgutes, das einem Mann namens Marcellus gehörte. Der Ort wurde zum ersten Mal im 7. Jahrhundert erwähnt. In das 12. Jahrhundert fällt die Gründung des befestigten Benediktinerklosters, um das sich der Ort entwickelte. Das an einer Nebenstrecke des Jakobswegs (Via Podiensis) gelegene Kloster, zu welchem auch der Wallfahrtsort Rocamadour gehörte, war vom 12. bis zum 14. Jahrhundert eine vielgenutzte Anlaufstation für Pilger. Die Kirche war sogar größer als die von Conques. Im Hundertjährigen Krieg (1337–1453) wurde das Kloster mehrfach zerstört und schließlich 1569 während der Hugenottenkriege geplündert. Von diesem Ereignis erholte sich die Abtei nicht mehr; während der Französischen Revolution wurden die Gebäude vom französischen Staat an Privatpersonen verkauft.

## Jakobsweg (Via Podiensis)
Im Ort gibt es zwei Pilgerherbergen (französisch: Gîte d'étape), mehrere Privatzimmer (französisch: Chambre d'Hôtes) und einen Campingplatz. Die Variante GR 651 folgt weiter dem Tal des Célé, vorbei an der Grotte du Pech Merle, überquert bei Saint-Cirq-Lapopie das Lot-Tal und vereinigt sich zwischen Limogne-en-Quercy und Varaire wieder mit dem GR 65. Als Straßenverbindung führt die D41, parallel zum Jakobsweg, ins Lot-Tal.

## Sehenswürdigkeiten

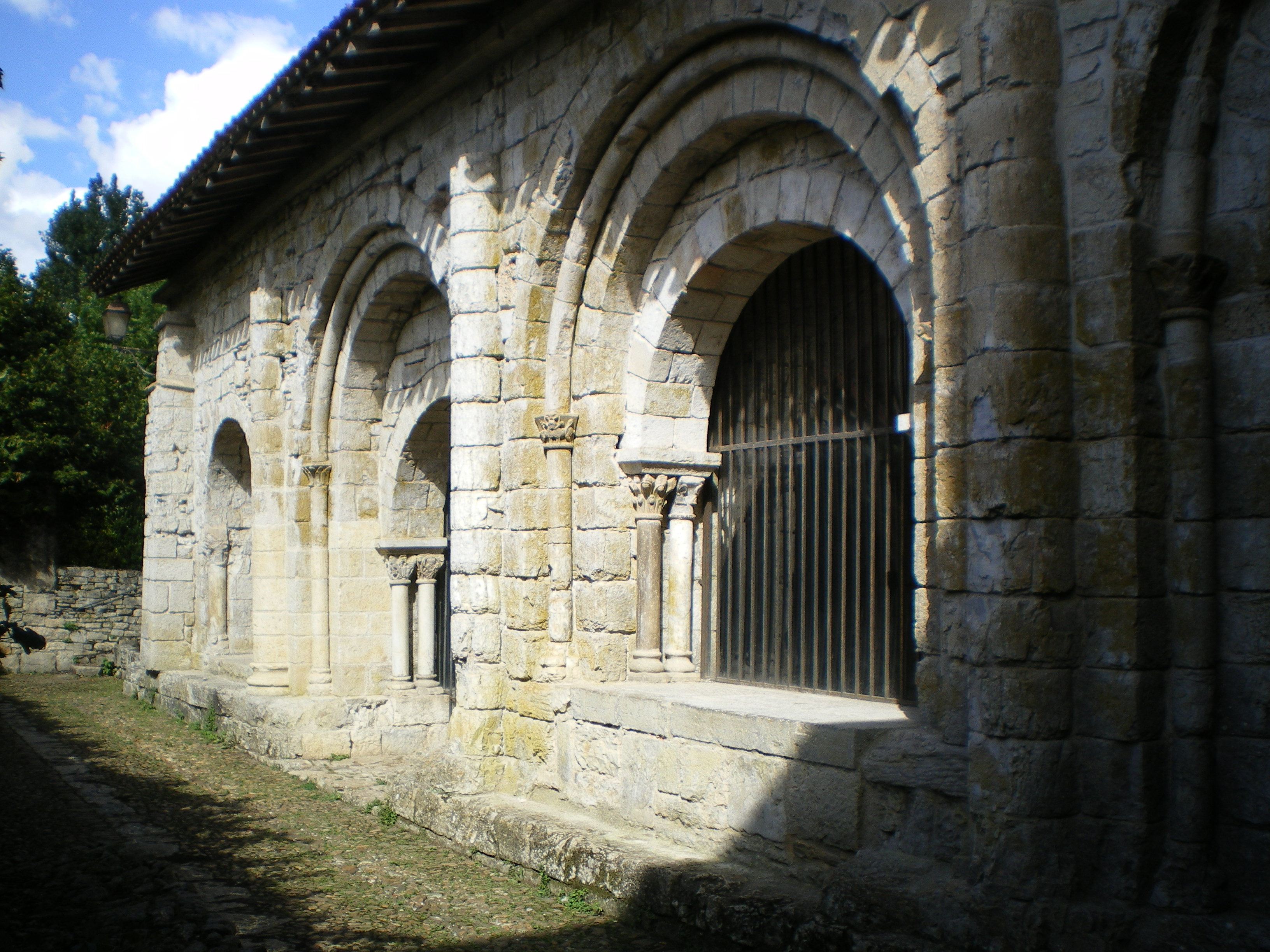
Kapitelsaal

- Vom ehemaligen Benediktinerkloster von Marcilhac sind nur Reste erhalten. Die ursprünglich romanische Kirche aus dem 12. Jahrhundert wurde teilweise (Apsis, Chor, Transept) in gotischen Stilformen umgebaut. Vom Klausurbereich ist nur der Kapitelsaal erhalten; hier befinden sich mehrere phantasievoll gestaltete romanische Kapitelle. Die Anlage wurde in den Jahren 1906, 1939 und 1965 als Monument historique eingestuft.[1]

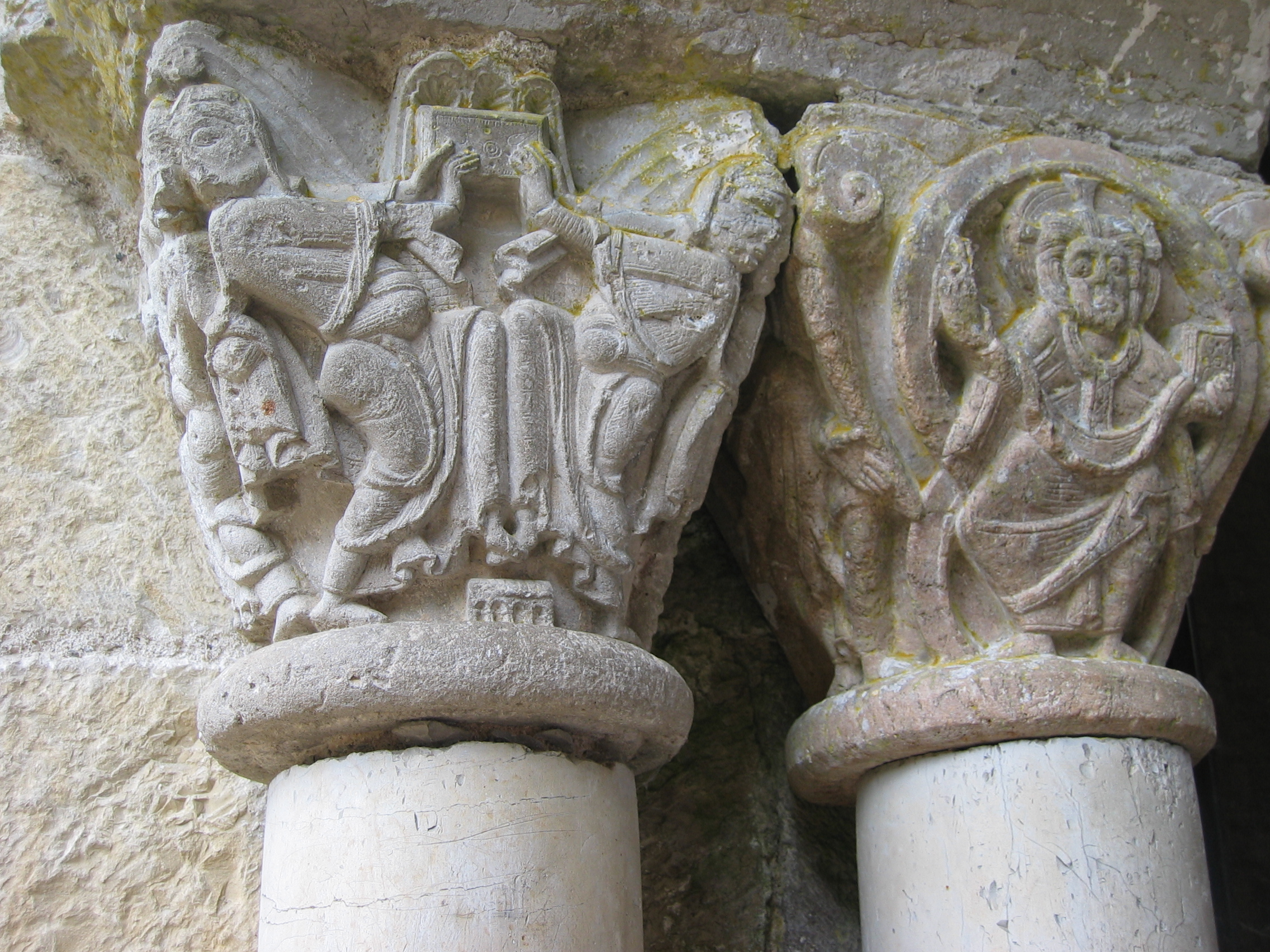
Kapitelle in den Bögen des Kapitelsaals
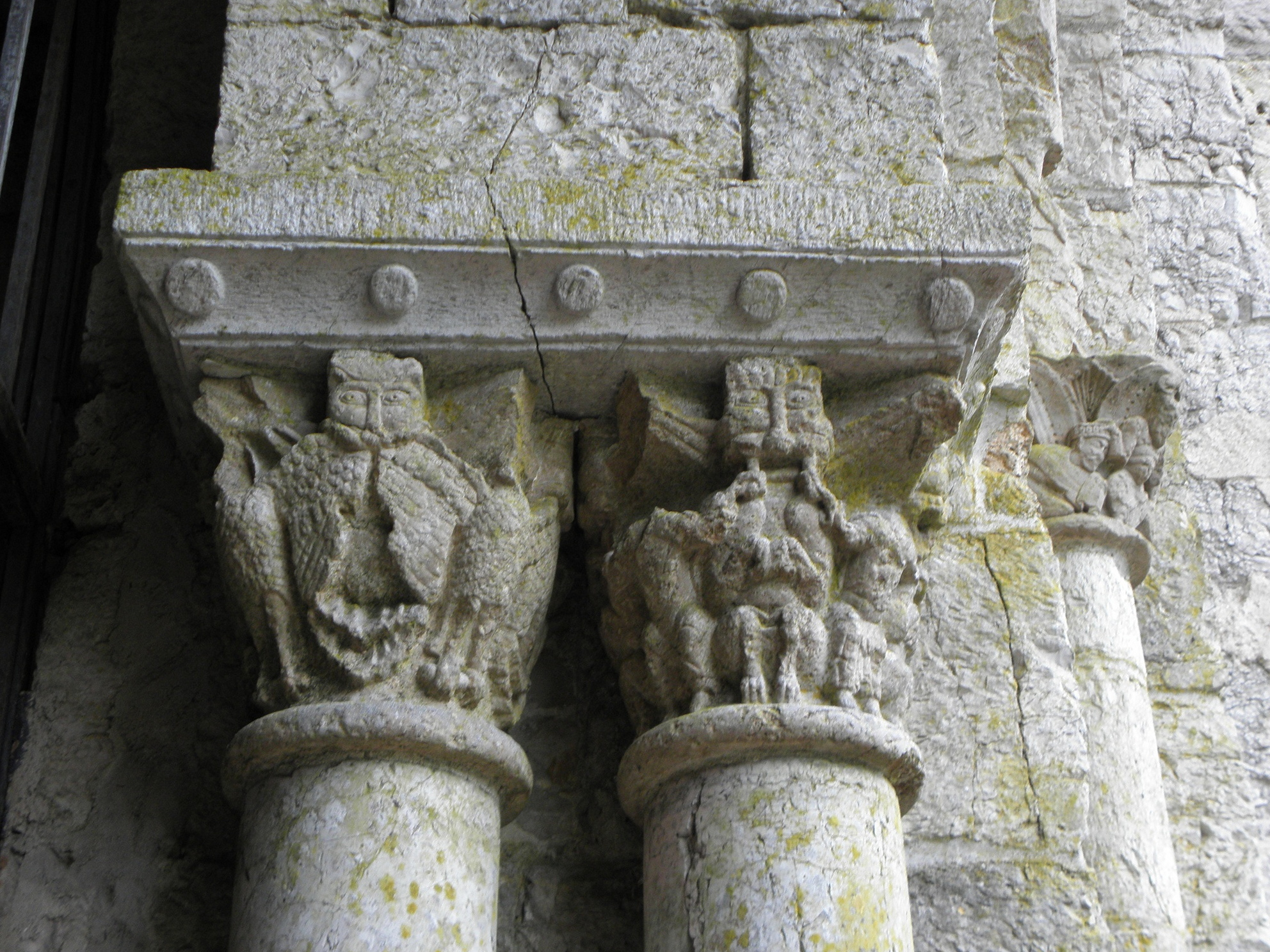
dto.
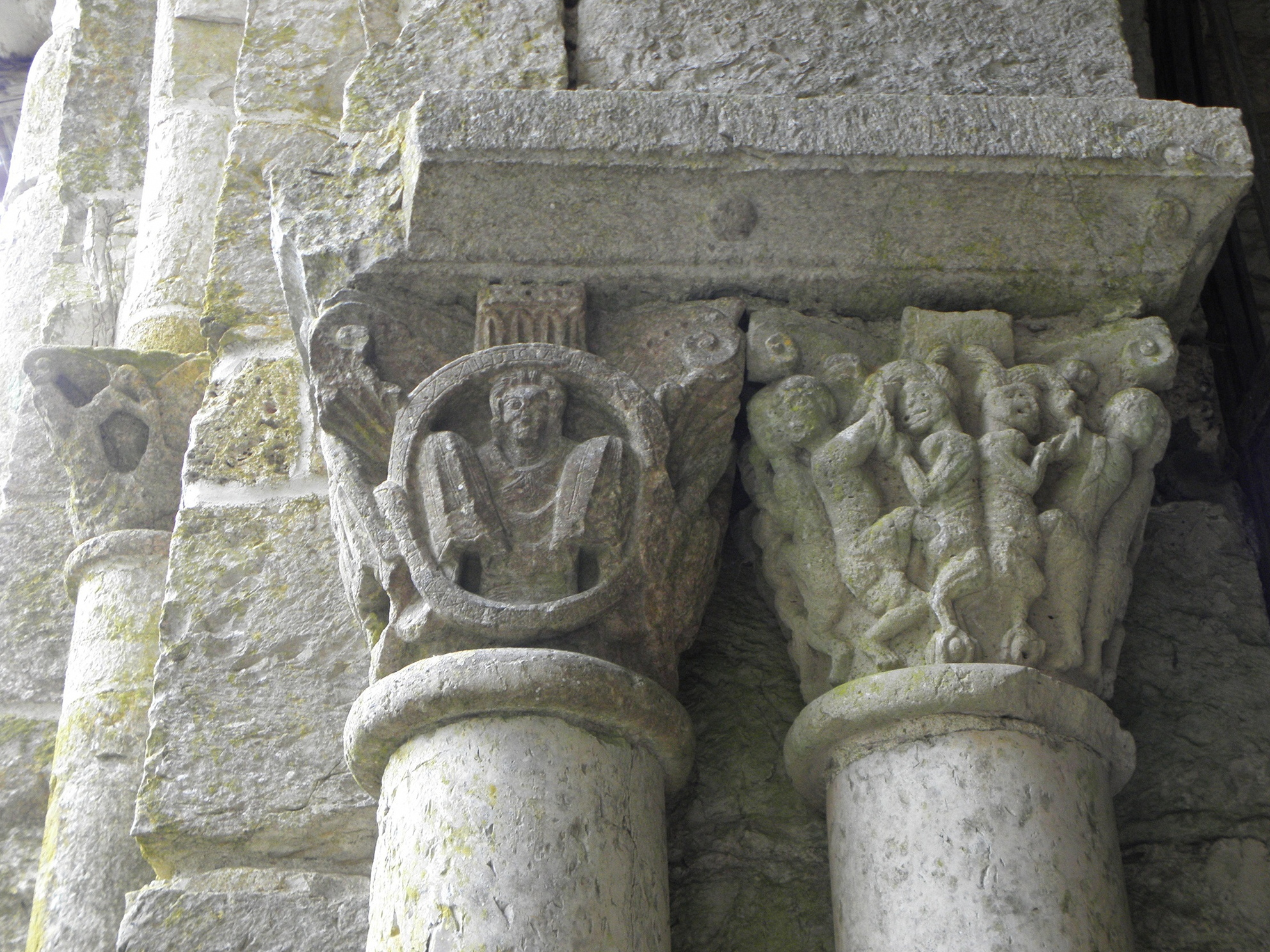
dto.

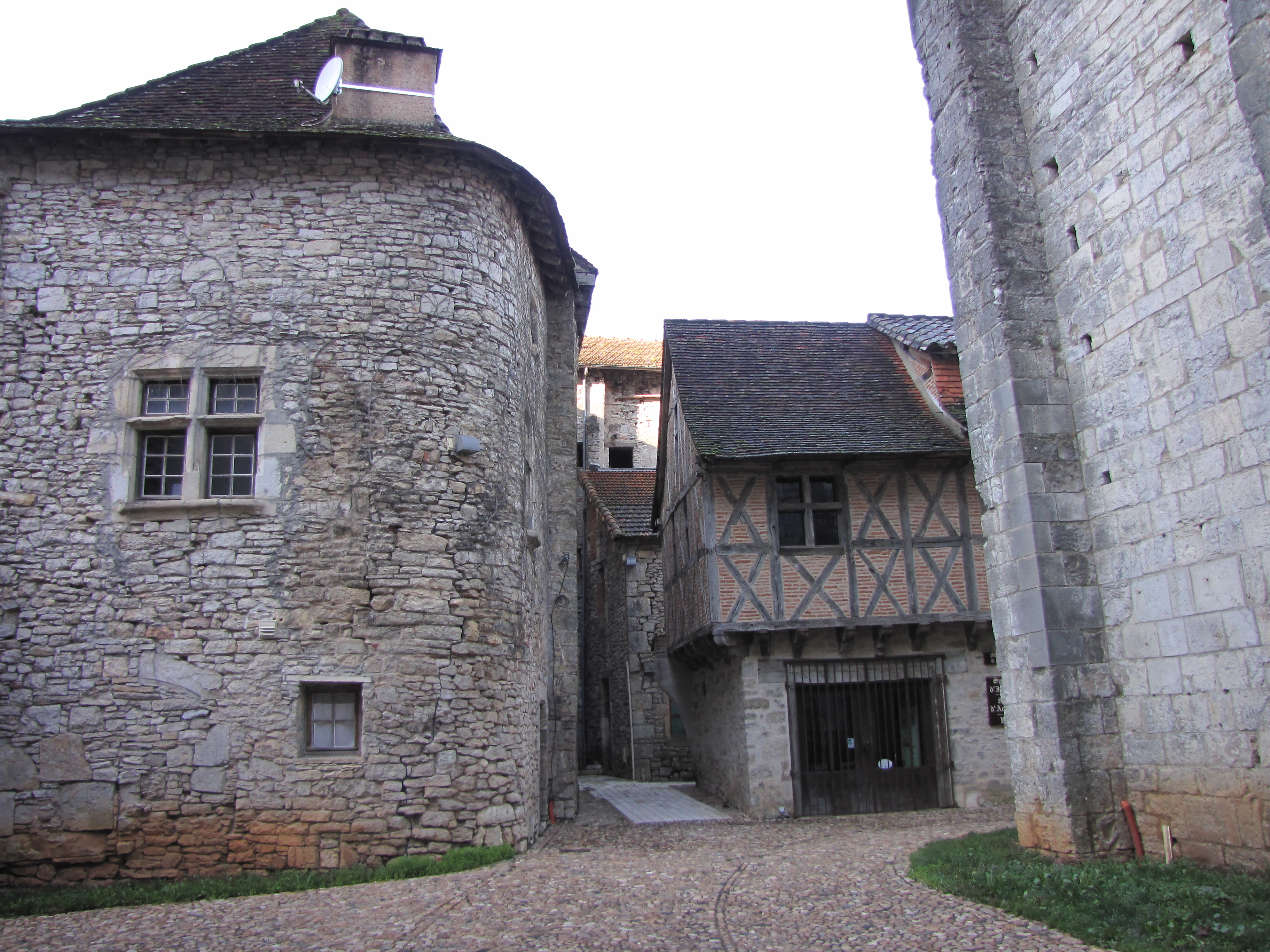
Maison du Roi

- Ein Fachwerkhaus mit Ziegelsteinfüllungen (Maison du Roi) aus dem 14. bis 16. Jahrhundert beherbergt heute das Fremdenverkehrsbüro und ein kleines Museum für sakrale Kunst. Es wurde im Jahr 1939 als Monument historique eingestuft.[2]
- Zwei Megalithanlagen (Dolmen) stehen auf dem Gemeindegebiet (Dolmen de la Devèze-sud und Dolmen de Combe de Saule n° 2) und sind seit 1997 bzw. 2012 als Monuments historiques klassifiziert.[3][4]
- Ein aus der Antike stammender Brunnen mit einem Durchmesser von etwa sechs Metern und einem nur teilweise erhaltenen Treppenabgang ist seit dem Jahr 1979 als Monument historique eingestuft.[5]
- In der Umgebung von Marcilhac befinden sich mehrere hundert Feldsteinhütten aus Trockenmauerwerk (caselles), die auf Wanderungen erkundet werden können.
- Eine Tropfsteinhöhle (Grotte de Bellevue) wurde im Jahr 1964 entdeckt.